# Höhle von Cotencher
Die in prähistorischer Zeit genutzte Höhle von Cotencher wurde im Jahre 1867 auf dem Gemeindegebiet von Rochefort im Kanton Neuenburg in der Schweiz wiederentdeckt. Die Felshöhle über der Areuse-Schlucht liegt nahe der dortigen Neandertalersiedlung.

## Geschichte
In der 1523 erstmals erwähnten Höhle wurden Höhlenbärenknochen und Geröll gefunden, die das Interesse des Geologen Auguste Dubois (1862–1923) und des Paläontologen Hans Georg Stehlin (1870–1941) weckten. Bei der 1916 durchgeführten Grabung stiessen sie auf vier Meter mächtige Kulturschichten. In den unteren befanden sich Steinwerkzeuge sowie eine äusserst vielfältige Fauna, die mindestens 64 Arten umfasste. In erster Linie vertreten war der Höhlenbär, aber auch Hirsch, Höhlenlöwe, Höhlenpanther, Luchs, Pferd, Polarfuchs, Rentier, Vielfrass, Wolf und Wollnashorn.
1964 wurde ein menschlicher Oberkiefer entdeckt. Während des Moustérien, zwischen 50.000 und 40.000 v. Chr. wurde der Abri, der in eine 18 m tiefe Höhle übergeht, wiederholt von Menschen aufgesucht. Die gefundenen Werkzeuge sind vergleichbar mit jenen der Charentien-Kultur im Südwesten Frankreichs. Auf dem Höhepunkt der letzten Vergletscherung war der Ort offenbar unzugänglich. Wie die Fülle an Knochen bezeugt, war die Höhle von Cotencher zwischen den Perioden menschlicher Präsenz von Bären bewohnt.
Entdeckt wurden auch frühgeschichtliche Spuren und eine Falschmünzerwerkstatt aus dem Spätmittelalter. Im Laténium von Hauterive NE sind Steinwerkzeuge und Knochen sowie ein Querschnitt einer Bodenprobe aus der Höhle ausgestellt.